# Labegg
Labegg (im 19. Jahrhundert auch Labeck und Labek) ist eine Ortschaft in der Gemeinde Brückl im Bezirk Sankt Veit an der Glan in Kärnten. Die Ortschaft hat 15 Einwohner (Stand 1. Jänner 2024).

## Lage

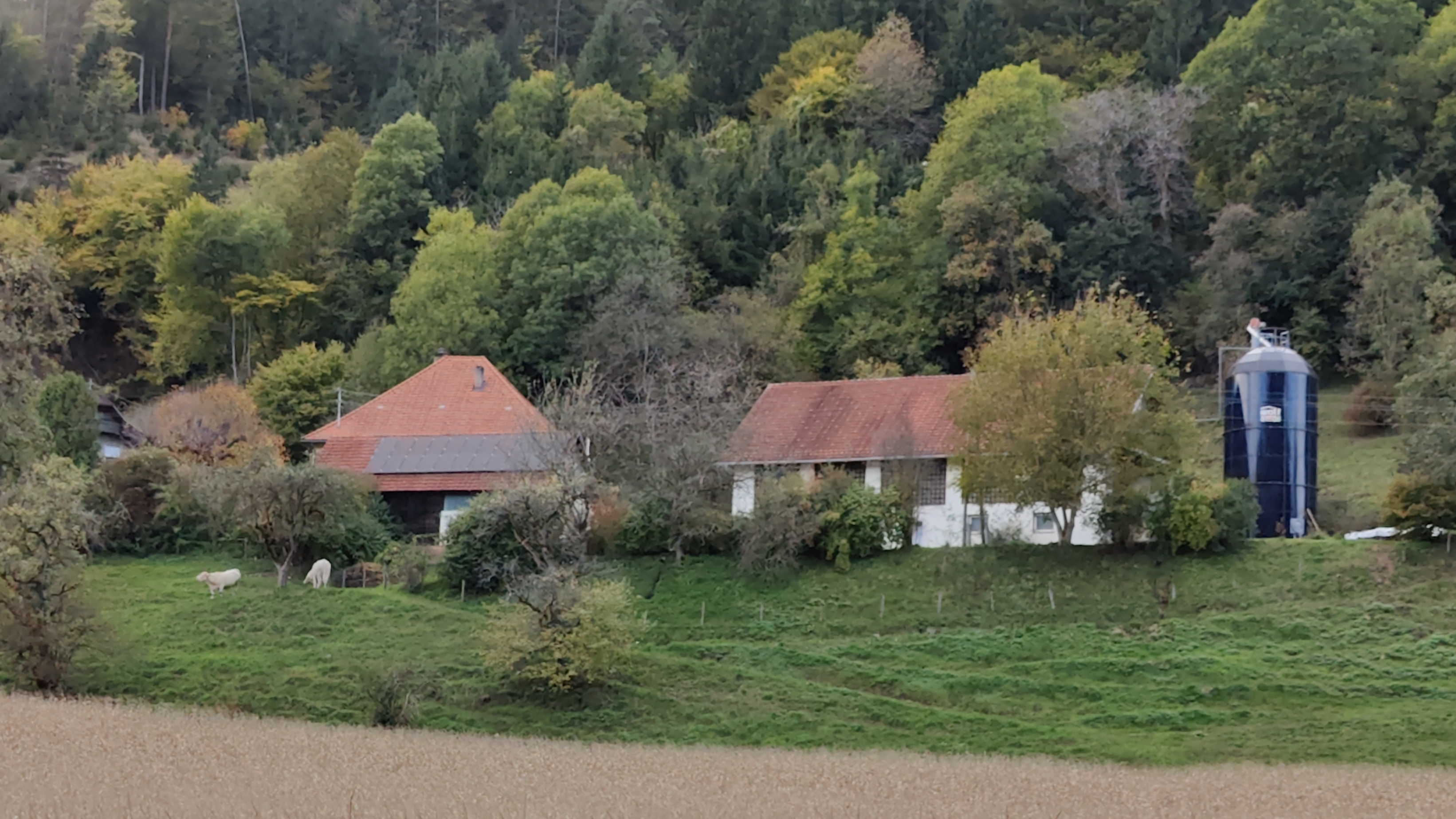
Labegg Nr. 6

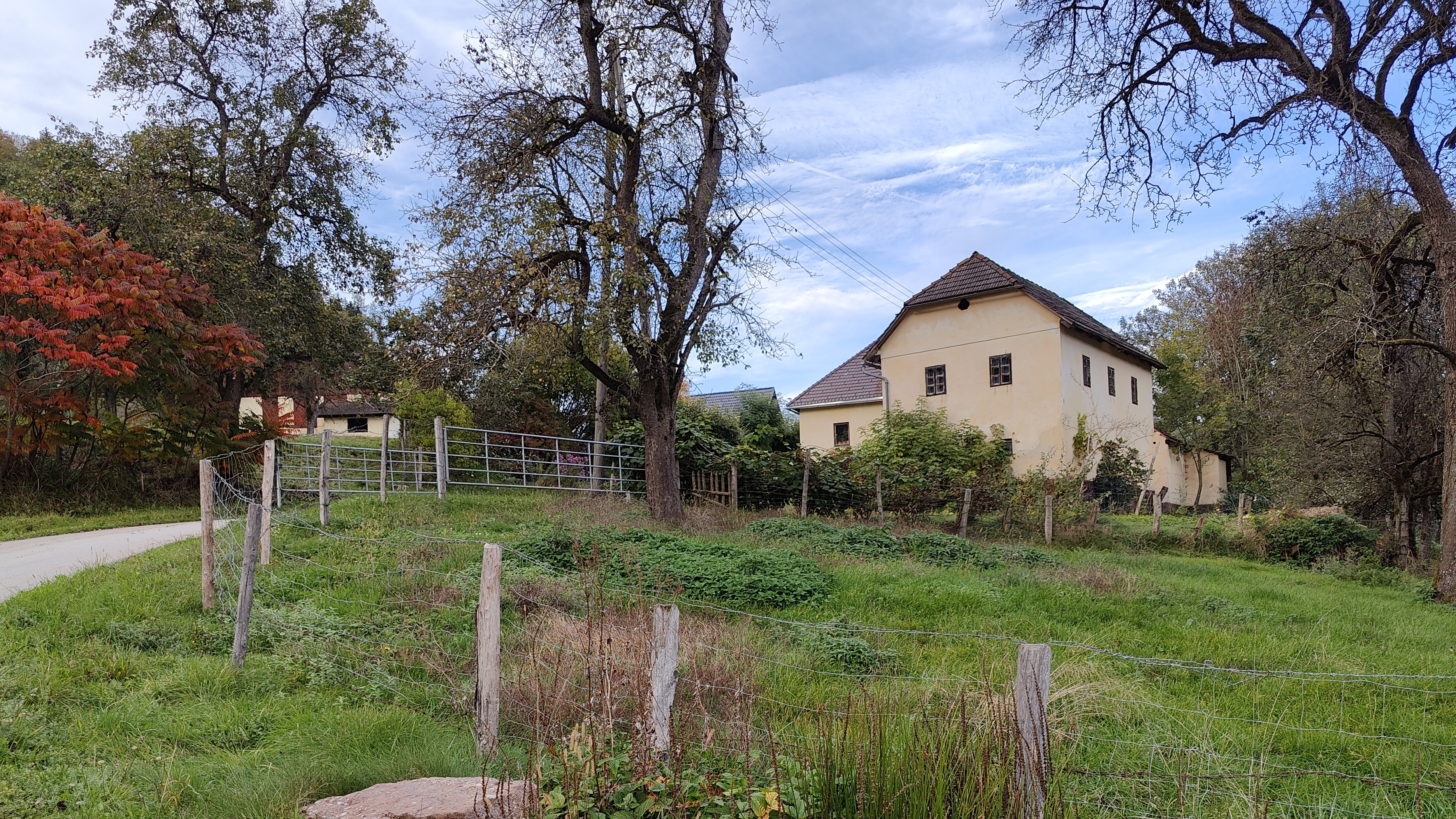
Labegg Nr. 8

Die Ortschaft liegt im Görtschitztal, rechtsseitig der Görtschitz, etwa einen Kilometer nördlich des Gemeindehauptorts Brückl. Sie ist die einzige Ortschaft auf dem Gebiet der Katastralgemeinde Labegg.
Es bestehen die Hofnamen Urbanzl (Nr. 1), Windischbauer (Nr. 3), Nather (Nr. 4), Wispler (Nr. 5), Tischler (Nr. 8), Hopfgartner (Nr. 9) und Hackbrettler/Kogelnig (Nr. 11).

## Geschichte
Der Ortsname leitet sich vom Namen einer ab etwa 1200 urkundlich erwähnten Burg Lobeke ab; der Name bedeutet Eck/Burgberg des Lobes. Die Burg wurde wohl schon im 14. Jahrhundert zerstört; von ihr sind keine Mauern mehr erhalten. 1877 fand ein Eisenbahnarbeiter auf dem Burghügel eine 27 cm lange bronzene Speerspitze. Daraufhin grub der Brückler Kaplan Franz Ivatenic auf dem Burghügel vorrömische (später in die jüngere Urnenfelderzeit datierte) und mittelalterliche Relikte wie Keramikscherben und verkohlte Getreidekörner aus.
In der ersten Hälfte des 19. Jahrhunderts gehörte die Ortschaft zum Steuerbezirk Eberstein. Bei Gründung der Ortsgemeinden im Zuge der Reformen nach der Revolution 1848/49 kam Labegg an die Gemeinde Brückl, die bis 1915 St. Johann am Brückl hieß.

## Bevölkerungsentwicklung
Für die Ortschaft ermittelte man folgende Einwohnerzahlen:
- 1854: 89 Einwohner[4]
- 1869: 12 Häuser, 93 Einwohner[5]
- 1880: 9 Häuser, 113 Einwohner[6]
- 1890: 9 Häuser, 82 Einwohner[7]
- 1900: 12 Häuser, 62 Einwohner[8]
- 1910: 10 Häuser, 87 Einwohner[9]
- 1923: 12 Häuser, 70 Einwohner[10]
- 1934: 75 Einwohner[11]
- 1961: 11 Häuser, 53 Einwohner[12]
- 2001: 10 Gebäude (davon 5 mit Hauptwohnsitz) mit 6 Wohnungen; 19 Einwohner und 0 Nebenwohnsitzfälle; 7 Haushalte; 4 Arbeitsstätten, 5 land- und forstwirtschaftliche Betriebe[13]
- 2011: 9 Gebäude, 18 Einwohner, 8 Haushalte, 4 Arbeitsstätten[14]
- 2021: 9 Gebäude, 17 Einwohner, 7 Haushalte, 5 Arbeitsstätten[15]